# Portugals administrativa indelning
Portugals administrativa indelning är för närvarande baserad på 18 distrikt (portugisiska: distritos) samt 2 autonoma regioner (portugisiska: regiões autónomas). Kontinentala Portugal, det vill säga den del av landet som ligger på Iberiska halvön och är en del av Kontinentaleuropa, delas in i 18 distrikt. Förutom fastlandsdelen utgörs Portugal även av de självstyrande regionerna Azorerna och Madeira.
I enlighet med artiklarna 255 och 291 i Portugals grundlag från 1976 skall landet delas in i regionala administrativa regioner (portugisiska: região administrativa). För att göra detta, genomfördes en folkomröstning 1998 (Referendo sobre a regionalização em Portugal) som dock förkastade den föreslagna regionaliseringen. Tills landet får den regionala organisation som grundlagen föreskriver fortsätter distrikten att existera de jure, trots att de förlorat sin tidigare roll som administrativa regioner sedan regeringen 2011 avskaffade civilguvernörsposterna (portugisiska governador civil), överförde distriktenas uppgifter till andra institutioner (t.ex. inrikesdepartementet, kommunerna och polisen), avvecklade lokalerna och flyttade funktionärena till andra förvaltningar.
Fastlandet är sedan 1835 indelat i 18 distrikt, vilka ungefärligen skulle kunna sägas motsvara den svenska indelningen i län. Vidare är fastlandet indelat i 278 kommuner (concelhos), som i sin tur består av 3 092 stadsdelar/kommundelar (freguesias). På Azorerna och Madeira finns ytterligare 30 kommuner och 110 stadsdelar/kommundelar.

## Den traditionella indelningen - Portugals distrikt och självstyrande regioner

### Distrikten
| 1. Distrito de Lisboa 2. Distrito de Leiria 3. Distrito de Santarém 4. Distrito de Setúbal 5. Distrito de Beja 6. Distrito de Faro 7. Distrito de Évora 8. Distrito de Portalegre 9. Distrito de Castelo Branco 10. Distrito da Guarda 11. Distrito de Coimbra 12. Distrito de Aveiro 13. Distrito de Viseu 14. Distrito de Bragança 15. Distrito de Vila Real 16. Distrito do Porto 17. Distrito de Braga 18. Distrito de Viana do Castelo |

### Självstyrande regioner
| 19. Azorerna |

| 20. Madeira |

## Den nya statistiska indelningen –NUTS-regionerna
Portugals indelning i NUTS-regioner (franska: Nomenclature des unités territoriales statistiques) har utarbetats av EU:s statistikorgan Eurostat. Den används för statistiska ändamål, för planering av regionalpolitik och för fördelning av medel för sammanhållningspolitik inom unionen.
I Portugal utgörs NUTS 1 av tre landsdelar (Fastlands-Portugal, Azorerna och Madeira), NUTS 2 av sju regioner och NUTS 3 av tjugofem lokala regioner.

| Nivå   | Regionindelning | Antal |
| ------ | --- | ----- |
| NUTS 1 | Fastlands-Portugal, Azorerna, Madeira | 3     |
| NUTS 2 | Norra Portugal, Mellersta Portugal, Storstadsområdet Lissabon, Alentejo, Algarve, Azorerna, Madeira | 7     |
| NUTS 3 | Açores, Alentejo Central, Alentejo Litoral, Algarve, Alto Alentejo, Alto Minho, Alto Tâmega, Ave, Baixo Alentejo, Beira Baixa, Beiras e Serra da Estrela, Cávado, Douro, Lezíria do Tejo, Madeira, Médio Tejo, Oeste, Área Metropolitana do Porto, Região de Aveiro, Região de Coimbra, Region Leiria, Storstadsområdet Lissabon, Tâmega e Sousa, Terras de Trás-os-Montes, Viseu Dão Lafões | 25    |